# Спектр електричного сигналу
Спектр електричного сигналу – частотний розподіл потужності, амплітуди струму або напруги сигналу. Спектр будь-якого сигналу знаходять розкладом функції, що виражає сигнал, у ряд Фур'є (для періодичних функцій), інтеграл Фур'є (для неперіодичних функцій) або спостерігають за допомогою аналізатора спектра. 
Розрізняють Спектри лінійчасті (дискретні) та неперервні.